# Królewska Marynarka Wojenna Tajlandii
Królewska Marynarka Wojenna Tajlandii (taj.: กองทัพเรือไทย, kong thap ruea thai) – marynarka wojenna Tajlandii, część sił zbrojnych tego państwa.

## Historia

### Lata 1860–1945
Nowożytna marynarka Tajlandii – wówczas noszącej nazwę Syjamu – powstała w 1860 roku, kiedy zakupiono i uzbrojono francuski parowiec towarowy „Formosa”. W 1865 roku zamówiono we Francji parową korwetę, po czym marynarka wzbogaciła się do końca stulecia o kilkanaście jednostek, głównie kanonierek. Jedynym większym okrętem był niewielki krążownik pancernopokładowy „Maha Chakri” o wyporności 2600 ton, zbudowany w 1893 roku w Wielkiej Brytanii i służący także jako jacht królewski. Z powodu braku własnych wyszkolonych kadr, na przełomie stuleci, do 1903 roku dowódcą marynarki był Duńczyk, podobnie jak Duńczycy i Norwegowie dowodzili większością okrętów. Na początku XX wieku, w ramach unowocześniania, marynarka zakupiła w Japonii dwa niszczyciele i cztery małe torpedowce. Podczas I wojny światowej w lipcu 1917 roku Syjam wypowiedział wojnę Niemcom i Austro-Węgrom, lecz jego marynarka nie wzięła udziału w działaniach wojennych, natomiast zarekwirowała pewną liczbę niemieckich statków.

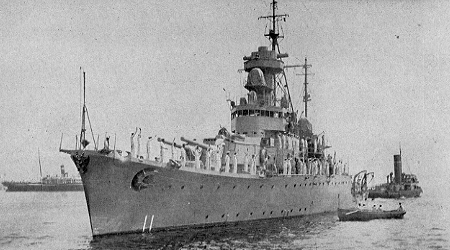
Okręt obrony wybrzeża „Dhonburi”

W latach 20. XX wieku Syjam nabył jeden brytyjski niszczyciel wojennej budowy „Phra Ruang” oraz dwie nowo zbudowane kanonierki pancerne typu Ratanakosindra, przeznaczone do obrony wybrzeża. Istotny rozwój marynarki miał miejsce dopiero w połowie lat 30, gdy Syjam zamówił we Włoszech dziewięć torpedowców typu Trad i dwa stawiacze min, a w Japonii dwa pancerne okręty obrony wybrzeża typu Sri Ayuthia, dwie duże kanonierki – okręty szkolne typu Tachin, cztery przybrzeżne okręty podwodne i trzy małe torpedowce. Wyjątkowo długowiecznym okrętem okazał się z nich „Maeklong”, używany do lat 90. jako okręt szkolny. W 1938 roku zamówiono też we Włoszech dwa nowoczesne niewielkie krążowniki lekkie, lecz nie zostały one dostarczone z uwagi na wybuch wojny.
Podczas II wojny światowej Tajlandia najechała francuskie Indochiny, co doprowadziło do krótkotrwałej wojny francusko-tajlandzkiej, w której francuska marynarka kolonialna pokonała bez strat 17 stycznia 1941 roku flotę Tajlandii w bitwie pod Ko Chang, topiąc jeden okręt obrony wybrzeża „Dhonburi” i dwa torpedowce oraz uszkadzając kilka innych. Tajlandia następnie dostała się pod wpływ polityczny Japonii i wypowiedziała wojnę Wielkiej Brytanii i USA, lecz jej marynarka nie brała udziału w walkach z tymi państwami.

### Po II wojnie światowej
Po wojnie marynarka Tajlandii zachowała część okrętów przedwojennych, w tym okręt obrony wybrzeża „Sri Ayuthia”, który jednak został w 1951 roku zatopiony podczas próby zamachu stanu. Tajlandia przystąpiła do odbudowy marynarki w oparciu o państwa zachodnie i w 1947 roku uzyskała dwie korwety typu Flower, a w 1951 roku dwie amerykańskie fregaty typu Tacoma. Nabyto też z tych źródeł mniejsze okręty, jak patrolowce i cztery trałowce, oraz pierwsze okręty desantowe. Po wycofaniu natomiast w połowie lat 50. dotychczasowych okrętów podwodnych, marynarka Tajlandii nie posiadała już jednostek tej klasy. Związki z państwami zachodnimi zostały przypieczętowane przez udział po stronie sił ONZ w wojnie koreańskiej, w której Tajlandia utraciła w styczniu 1951 roku jedną z korwet typu Flower „Prasae”, a następnie przez uczestnictwo w zawartym w 1954 roku sojuszu SEATO. W latach 50. liczebność personelu marynarki wzrosła z 10 do 18 tysięcy. Dalsza rozbudowa marynarki o duże okręty postępowała wolniej. W 1959 roku przekazano jej amerykański niszczyciel eskortowy budowy wojennej „Pin Klao” w ramach pomocy wojskowej. W kolejnej dekadzie natomiast głównie rozbudowano siły desantowe.

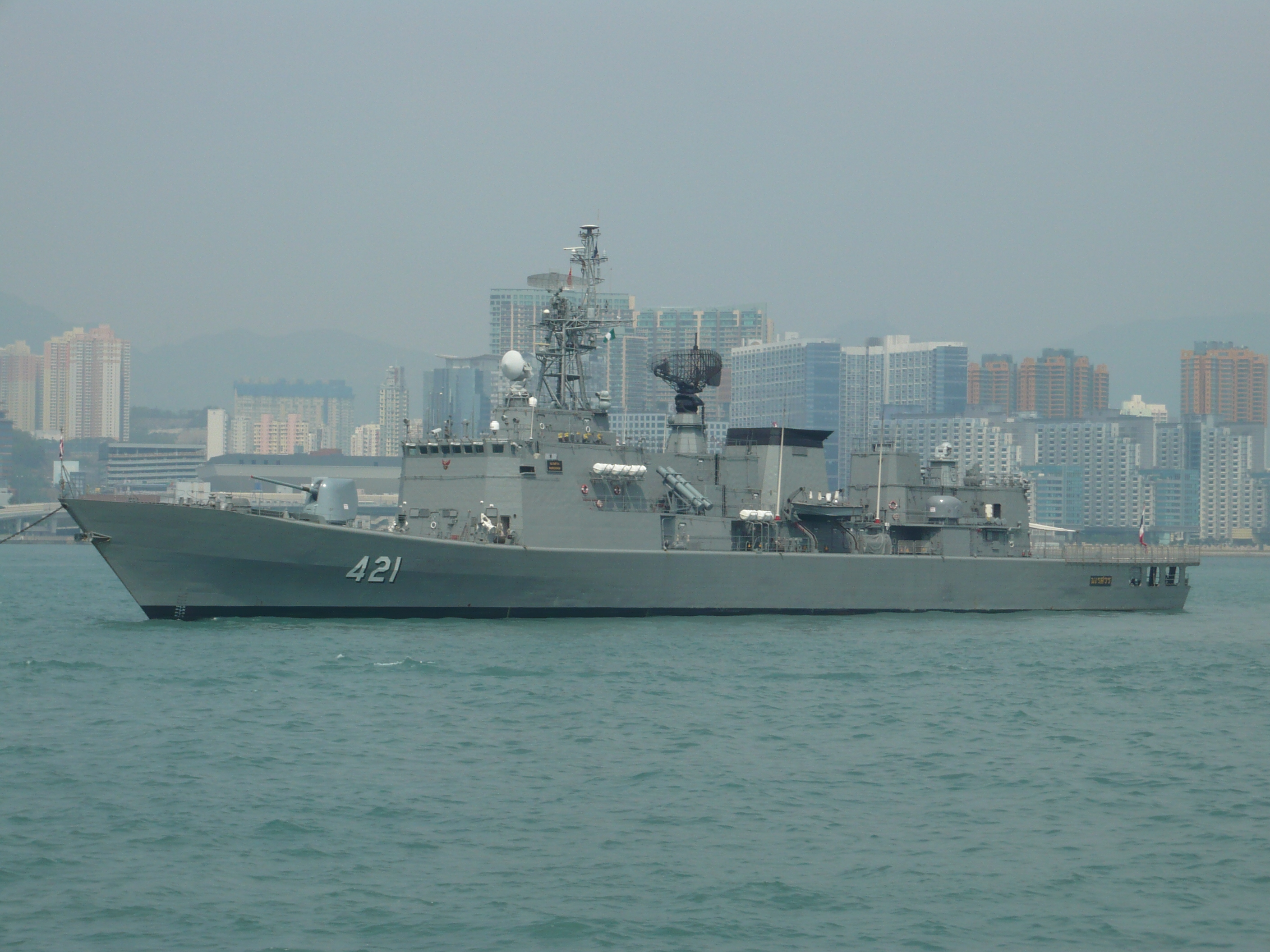
Fregata „Naresuan” w 2008

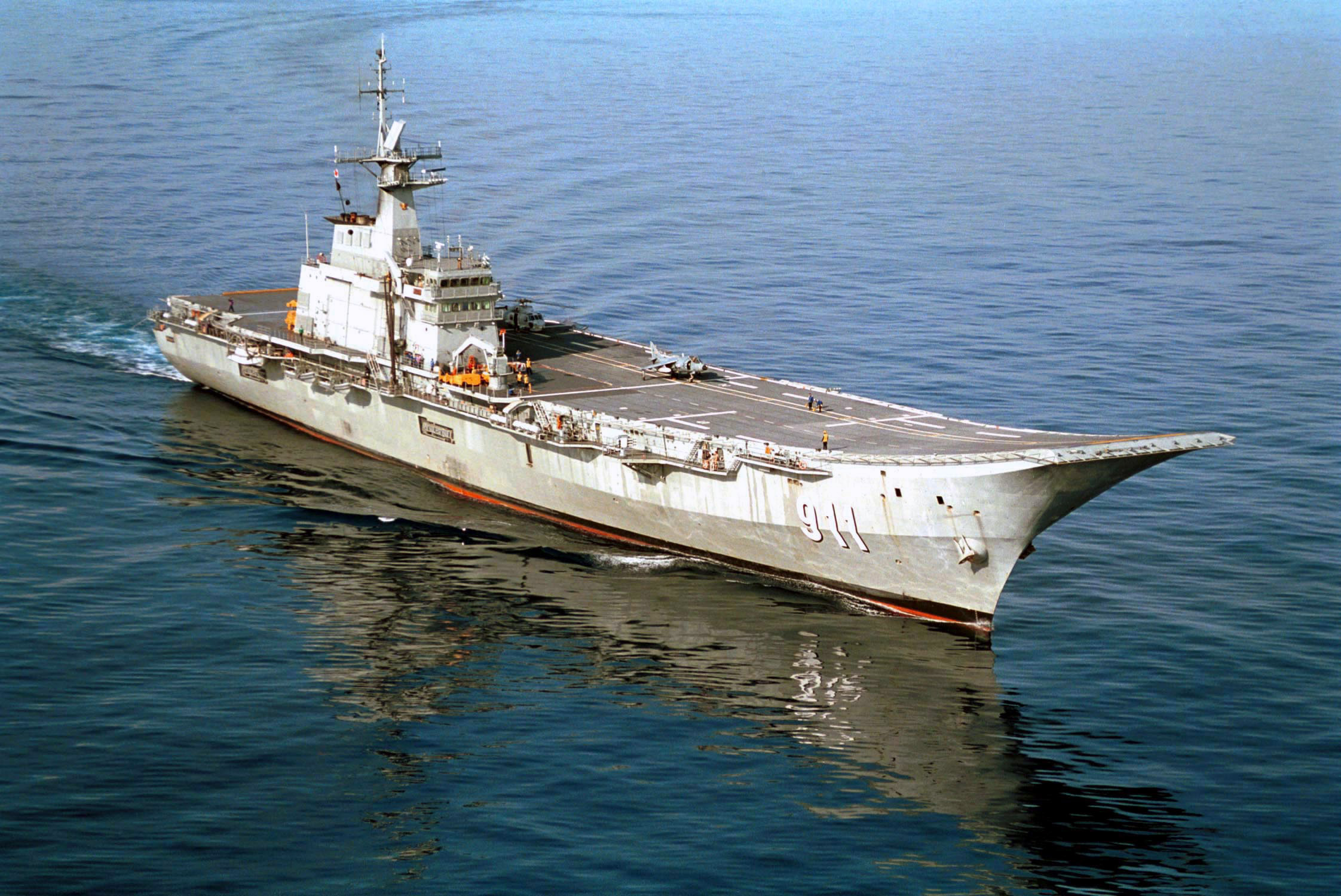
Lekki lotniskowiec „Chakri Naruebet”

Od początku lat 70. podjęto starania w kierunku unowocześnienia marynarki, zamawiając w USA dwie nowe korwety typu Tapi, w Wielkiej Brytanii fregatę „Makut Rajakumarn” (która objęła rolę okrętu flagowego marynarki), a w RFN trzy kutry rakietowe (typu TNC 45) i sześć dalszych we Włoszech. W drugiej połowie lat 80. zakupiono w USA dwie korwety rakietowe typu Ratanakosin, a w Wielkiej Brytanii trzy małe korwety typu Kamronsin. W poszukiwaniu nowych, lecz tańszych okrętów, Tajlandia zwróciła się także ku Chinom, kupując na przełomie lat 80/90 cztery fregaty typu Chao Phraya (typ 053HT Jianghu III) z przestarzałym chińskim uzbrojeniem, a następnie dwie większe i uzbrojone w zachodnie systemy fregaty typu Nareusan. Oprócz nowych okrętów, Tajlandia wydzierżawiła w latach 90. dwie dwudziestoletnie amerykańskie fregaty typu Knox. Wyrazem rosnących ambicji regionalnych Tajlandii stała się wreszcie budowa w Hiszpanii lekkiego lotniskowca dla samolotów pionowego startu i lądowania „Chakri Naruebet”, który wszedł do służby w 1997 roku.

### XXI wiek
Po intensywnym rozwoju w latach 90, w pierwszej dekadzie XXI wieku Tajlandia nie nabywała nowych dużych okrętów, pozostawiając w służbie wszystkie jednostki pozyskane od lat 70. Z większych jednostek nabyto jednak dwa oceaniczne patrolowce chińskiej budowy (typu Pattani) i jeden brytyjskiej. W 2006 roku wycofano samoloty Harrier, używając odtąd lotniskowiec „Chakri Naruebet” w charakterze śmigłowcowca. W 2012 roku marynarka przejęła duży okręt desantowy-dok „Angthong”. Dopiero w 2013 roku zamówiono dwie nowoczesne fregaty rakietowe w Korei Południowej.
W 2015 roku marynarka wraz z lotnictwem marynarki liczyła 42 tysiące personelu stałego oraz 37 tysięcy poborowych zasadniczej służby wojskowej